# Markus Bless
Markus Bless (* 1963 in Seewalchen am Attersee) ist ein österreichischer Musik- und Medienkünstler.

## Leben
Bless studierte visuelle Mediengestaltung, Musik- und Medientechnologie bei Adelhard Roidinger, Gerald Wolf und Andreas Weixler an der Universität für künstlerische und industrielle Gestaltung Linz sowie Algorithmische Komposition bei Karlheinz Essl am Bruckner Konservatorium Linz. Seit 1999 ist er Mitglied der Künstlervereinigung MAERZ. Er lebt und arbeitet in Schörfling am Attersee.
1998 nahm er als erster österreichischer Fotokünstler beim internationalen Festival für zeitgenössische Fotografie Photosynkyria 98 in Thessaloniki teil. Im Jahr 2000 war er beim Festival Wien Modern mit einer audiovisuellen Raumklanginstallation im Essl Museum vertreten.

## Werke
Die Arbeiten von Markus Bless sind unterschiedlichen Bereichen der Audiovisuellen Komposition zuordenbar wie beispielsweise Fotografie, Video, Grafik, Musik und Rauminstallation.
Grafiken
Grafiken befinden sich beispielsweise in der Kunstsammlung des Landes Oberösterreich und im Lentos Kunstmuseum Linz.
- Ursuppe, 2010
- Lichtung, 2011
- Wege, 2011

Medien
- the door - entrance to the image, uraufgeführt in der Alten Schmiede in der Wiener Schönlaterngasse, 1996
- Chromatic Variations, 2006
- Fossilien, Film, 2011

## Ausstellungen und Präsentationen
Bless präsentierte seine Werke im Rahmen von Ausstellungen und Präsentationen in Wien, Brüssel, Chengdu, Glasgow und Pusan.
Auswahl österreichischer Ausstellungen und Ausstellungsbeteiligungen
- Nordico, Stadtmuseum Linz, Linz, 2000, 2007
- Sammlung Essl, Klosterneuburg, 2000/2001
- Katholisch-Theologische Hochschule, Linz, 2001
- Galerie März, Linz, 1999, 2002, 2009
- Lentos Kunstmuseum Linz, Linz, 2009
- Landesgalerie Linz am Oberösterreichischen Landesmuseum, Linz, 2010

Auswahl österreichischer Aufführungen mit elektroakustischer Musik und Video
- Alte Schmiede, Wien, 1996
- Anton Bruckner Privatuniversität, Linz, 1997, 1998
- Galerie März, 1999, 2000, 2003
- Ars Electronica Center, Linz, 2003
- Landesgalerie Linz am Oberösterreichischen Landesmuseum, Linz, 2005
- Sammlung Essl, Klosterneuburg, 2007

## Auszeichnungen
- Förderungspreis für Musik des Kunstministeriums, Sparte Elektronische Musik und Computermusik, 2006